# رستوران سبزیجات گریل
رستوران سبزیجات گریل یک رستوران زنجیره ای وگان است که در کالیفرنیا، اورگان، واشینگتن، ایلینوی، ماساچوست و نیویورک فعالیت می‌کند. اولین رستوران در سال ۲۰۰۶ در ایروین، کالیفرنیا افتتاح شد و از فوریه ۲۰۱۸ دارای ۲۹ رستوران است این زنجیره تنها بر ارائه غذاهای گیاهی بدون گوشت، لبنیات، تخم مرغ، کلسترول LDL، چربی حیوانی یا چربی ترانس تمرکز دارد. در سال ۲۰۱۳، این شرکت ۲۰ میلیون دلار سرمایه جمع‌آوری کرد و برنامه‌هایی را برای توسعه ملی اعلام کرد.
رستوران سبزیجات گریل در سال ۲۰۱۲ توسط خوانندگان لس آنجلس تایمز به عنوان «بهترین رستوران آمریکایی» انتخاب شد. این رستوران برنده مجله VegNews برای زنجیره وگان مورد علاقه در سال ۲۰۱۶، ۲۰۱۷، و ۲۰۱۸ شد. همچنین در فهرست ۲۵ نوآورترین برندهای مصرف‌کننده در سال ۲۰۱۶ توسط فوربس قرار گرفت.